# Blaine Boekhorst
Blaine Boekhorst (né le 2 septembre 1993) est un joueur professionnel de football australien. Il joue au Carlton Football Club.